# Villaturiel
Villaturiel is een gemeente in de Spaanse provincie León in de regio Castilië en León met een oppervlakte van 57,06 km². Villaturiel telt 1.942 inwoners (1 januari 2016).